# Jacques Dupré

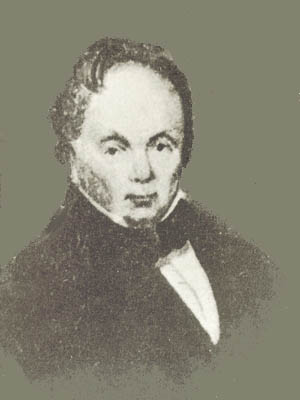
Jacques Dupré

Jacques Dupré (* 12. Februar 1773 in New Orleans, Vizekönigreich Neuspanien; † 14. September 1846 in Opelousas, Louisiana) war ein US-amerikanischer Politiker und von 1830 bis 1831 Gouverneur des Bundesstaates Louisiana.

## Frühe Jahre
Jacques Dupré wuchs im damals spanischen Louisiana auf und erhielt eine private Schulausbildung. Im Jahr 1810 wurde er ein erfolgreicher Viehzüchter auf einer Ranch nordwestlich von Opelousas. Inzwischen war Louisiana über Frankreich im Jahr 1803 zunächst als Territorium und ab 1812 als Bundesstaat Teil der Vereinigten Staaten geworden. Während des Britisch-Amerikanischen Kriegs war er Major der Miliz von Louisiana. Im Januar 1815 nahm er an der Schlacht von New Orleans teil.

## Politische Laufbahn
Im Jahr 1816 und nochmals von 1822 bis 1824 war er Abgeordneter im Repräsentantenhaus von Louisiana. Von 1829 bis 1839 war er Mitglied des Senats von Louisiana. Am 14. Januar 1830 wurde er zum Präsidenten des Senats gewählt. Da zu dieser Zeit nach dem Tod von Gouverneur Pierre Derbigny im Oktober  1829 das Amt des Gouverneurs von Louisiana vakant war, musste entsprechend der Staatsverfassung der Senatspräsident dieses Amt übernehmen. Zwischen Oktober 1829 und Januar 1830 war dies Armand Beauvais, Duprés Vorgänger als Senatspräsident. Nach seiner Wahl zum Präsidenten des Senats war Dupré somit gleichzeitig Gouverneur von Louisiana. Dupré bekleidete das Amt des Gouverneurs bis zum 31. Januar 1831. Dann trat der bei einer außerordentlichen Gouverneurswahl gewählte André Roman seine Nachfolge als Gouverneur an. Diese Praxis der Amtsnachfolge eines während seiner Regierungszeit aus dem Amt geschiedenen Gouverneurs wurde erst im Jahr 1845 durch die Einführung des Amtes eines Vizegouverneurs geändert.
In dieser Zeit wurden in Louisiana die Voraussetzungen für die erste Eisenbahn in diesem Staat geschaffen. Die Hauptstadt wurde wieder nach New Orleans zurückverlegt; der Streit in der  Hauptstadtfrage wurde erst 1849 mit der Verlegung nach Baton Rouge entschieden. Damals entstanden auch die Merchant’s Insurance Company (eine Versicherungsgesellschaft für Händler), eine Kanalbaugesellschaft und eine Zuckerraffinerie. Außerdem wurde die Einwanderung freier schwarzer Personen nach Louisiana verboten. Nach dem Ende seiner Gouverneurszeit trat Dupré als Senatspräsident zurück. Er blieb aber weiterhin Mitglied dieses Gremiums. Zwischen 1832 und 1844 war er bei jeder Präsidentschaftswahl einer der Wahlmänner der Whig Party. Jacques Dupré starb im September 1846. Mit seiner Frau Theotoste Roy hatte er sieben Kinder.